# Alle Seelen
Alle Seelen (span. Todas las almas) ist ein Roman des spanischen Schriftstellers Javier Marías aus dem Jahr 1989. Der Roman beschreibt den etwa zweijährigen Aufenthalt eines spanischen Gastdozenten für Literatur und Übersetzung an der Universität Oxford und ist somit angelehnt an autobiographische Begebenheiten. Javier Marias hielt 1983 und 1984 selbst Vorlesungen in Oxford. Der Titel des Romans leitet sich von dem All Souls College ab, an welchem der Erzähler seine Dozentur antritt.
Der Roman weist keine im engeren Sinne zusammenhängende Handlung auf, sondern erzählt vielmehr teils skurrile Episoden und beschreibt eine Vielzahl absonderlicher Persönlichkeiten. Zu den wiederkehrenden Themen des Romans gehört die Liebesbeziehung des Erzählers zu der verheirateten Dozentin Clare Bayes und die Beziehung zu dem als Vaterfigur und Bezugsperson beschriebenen Dr. Cromer-Blake. Eine Reihe von Passagen sind ironische Milieustudien der „wie in Sirup konservierten“ Stadt Oxford und gewisser, für den spanischen Gastdozenten befremdlicher Gepflogenheiten der Universität Oxford.

## Figuren

### Clare Bayes
Mit Clare Bayes, einer verheirateten und attraktiven Oxford-Dozentin, pflegt der Erzähler während seines Oxford-Aufenthalts eine Liebesbeziehung, die allerdings bis auf eine Gelegenheit ohne Geschlechtsverkehr gelebt wird. Die häufigen Treffen finden entweder in der Wohnung des Erzählers oder in Hotels außerhalb von Oxford statt, wobei das Liebespaar in der Regel darauf achtet, getrennte Züge zurück nach Oxford zu nehmen. Clare Bayes wird als gesprächig und in ihren Gesten freizügig beschrieben, sie raucht häufig und strahlt viel Energie aus: „Alles an ihr war expansiv, exzessiv, nervöses Wesen, eines jener Wesen, für die die Zeit nicht gemacht ist (...).“ Trotz häufiger Liebkosungen und Küsse kommt es erst zum Ende der Beziehung in einem Hotel zum Sex.
Der Erzähler lernt das Ehepaar Edward und Clare Bayes während seiner zweiten von drei Vorlesungszeiten im Rahmen eines sogenannten high table dinner kennen, einem nach ebenso strengen Regeln wie ausschweifend verlaufenden regelmäßigen Abendessen innerhalb der Oxford-Colleges. Über Edward Bayes erfährt der Leser ebenso wenige Einzelheiten wie über den Sohn Eric Bayes, der die meiste Zeit des Jahres in einem Internat verbringt. Lediglich während einer längeren Krankheitsphase ist der Sohn zu Hause, und in dieser Zeit meidet Clare Bayes jegliches Treffen mit dem Liebhaber.
Gegen Ende des Romans erfährt der Leser von einer tragischen Kindheitsgeschichte, die zuvor bereits mehrfach angedeutet wird. Clare Bayes, Tochter eines Diplomaten muss in Delhi als Kind miterleben, wie der Vater die von einem Liebhaber schwangere Mutter aus dem Haus wirft. Wenige Tage später beobachtet das Kind zusammen mit seinem Kindermädchen eine Frau, die sie als ihre Mutter zu erkennen glaubt, der auf einer entfernten Brücke ein Mann folgt. Als sich ein Zug annähert, springt die Frau in den Fluss, während der Mann sich an einen Brückenpfeiler klammert und den anscheinend gemeinsam geplanten Selbstmord verweigert – das tragische Ende einer Liebesbeziehu. Clare Bayes erzählt dieses Erlebnis in der Nacht, als ihr spanische Liebhaber einen letzten Versuch unternimmt, sie zu überreden, Oxford zu verlassen und mit ihm auf Dauer nach Spanien zu gehnen.

### Cromer-Blake
Eine weitere wichtige Bezugsperson für den spanischen Gastdozenten ist Cromer-Blake, der ebenfalls in Oxford lehrt. Er führt ihn in die Oxforder Gesellschaft ein und wird zum Freund und Beschützer. Für den Erzähler ist er „meine väterliche und mütterliche Gestalt und mein Führer in dieser Stadt“. Viel Persönliches erfährt der Leser nicht über ihn. Zufällig wird der Erzähler Zeuge, wie Cromer-Blake einen anderen Mann um Sexualverkehr anbettelt. „Zwei der drei sind gestorben, seit ich Oxford verlassen habe (...)“ sind die Anfangsworte des Romans und ein Rätsel, welches dem Leser im Verlauf gestellt wird. Cromer-Blake hinterlässt dem Autor zwei Tagebücher, aus denen gegen Ende des Buches mitunter zitiert wird. Andeutungsweise wird der Umgang Cromer-Blakes mit seiner tödlichen Krankheit thematisiert, die er ebenso geheim zu halten versucht wie seine Homosexualität.